# Technology Review
Technology Review ist ein Magazin des Massachusetts Institute of Technology (MIT).
Technology Review berichtet über Technologien, die das Leben verändern. Zu diesen zählen unter anderem Informations-, Bio-, Energie- und Nanotechnik.
Technology Review wurde ursprünglich 1899 vom MIT als Zeitschrift für seine eigenen Absolventen herausgegeben. Der Relaunch der Zeitschrift 1998 führte zu einem ungeahnten Erfolg. Innerhalb kürzester Zeit wurde die Auflagenstärke des Magazins verdreifacht. Inzwischen gibt es Ausgaben der Technology Review in China, Deutschland und Italien.
Das Magazin ist Verleiher des TR35-Nachwuchspreises.

## Deutschsprachiger Ableger
Ein deutschsprachiger Ableger der Zeitschrift erschien seit August 2003 monatlich, seit Februar 2021 erscheinen 8 Ausgaben pro Jahr im Heise Zeitschriften Verlag.

## Auflagenstatistik der deutschen Ausgabe
Im vierten Quartal 2014 lag die durchschnittliche verbreitete Auflage pro Ausgabe nach IVW bei 21.218 Exemplaren. Das sind durchschnittlich 1.080 weniger Hefte pro Ausgabe (−4,84 Prozent) als im Vergleichsquartal des Vorjahres. Die Abonnentenzahl nahm innerhalb eines Jahres um durchschnittlich 486 Abonnenten pro Ausgabe auf 12.402 ab (−3,77 Prozent). Damit bezogen 58,45 Prozent der Leser die Zeitschrift im Abo.
Seit dem 2. Quartal 2018 sind in dieser Auswertung auch die ePaper-Ausgaben enthalten.